# کارکس کنسینا
کارکس کنسینا (نام علمی: Carex concinna) نام یک گونه از سرده جگن است.